# Salvador Rueda
Salvador Rueda Santos (Benaque, 3 de diciembre de 1857- Málaga, 1 de abril de 1933) fue periodista y poeta español. Se le considera precursor español del modernismo.

## Biografía
Nació en la aldea de Benaque, incorporada en la década de 1870 al municipio malagueño de Macharaviaya, el 3 de diciembre de 1857. Hijo mayor del matrimonio formado por Salvador Rueda Ruiz y María Santos Gallardo, tuvo una formación autodidacta:

Aunque de niño -cuenta el poeta- en mi casa pobre yo no servía más que para vagar a todas horas por los campos, pretendiendo descifrar los profundos misterios y las grandes maravillas. Mi padre siempre me amparó por desgraciado y me tuvo un sitio en su corazón. Aprendí administración de las hormigas; música, oyendo los aguaceros; escultura buscando parecido a los seres en las líneas de las rocas; color, en la luz; poesía, en toda la naturaleza.

Leyó a Jorge Manrique, Garcilaso y Góngora, autores que le marcaron profundamente. Fue estudiante de latín, monaguillo, jornalero, guantero, carpintero, corredor de guías del puerto de Málaga, pirotécnico y oficial primero del Cuerpo facultativo de Archiveros Bibliotecarios y Arqueólogos.
Marchó a Madrid, donde Gaspar Núñez de Arce le proporcionó un empleo en la Gaceta de Madrid. Su poesía fue muy bien acogida en Hispanoamérica y allí viajó el poeta, que agradeció la hospitalidad en su poema "El milagro de América" (1929). Rueda fue aclamado "Poeta de la Raza", y como tal, solemnemente coronado en La Habana el 4 de agosto de 1910. Regresó sin embargo a Málaga, donde vivió modestamente en una casa cerca de la Alcazaba; cayó enfermo en marzo de 1933 y murió el 1 de abril de ese mismo año.

## Obra

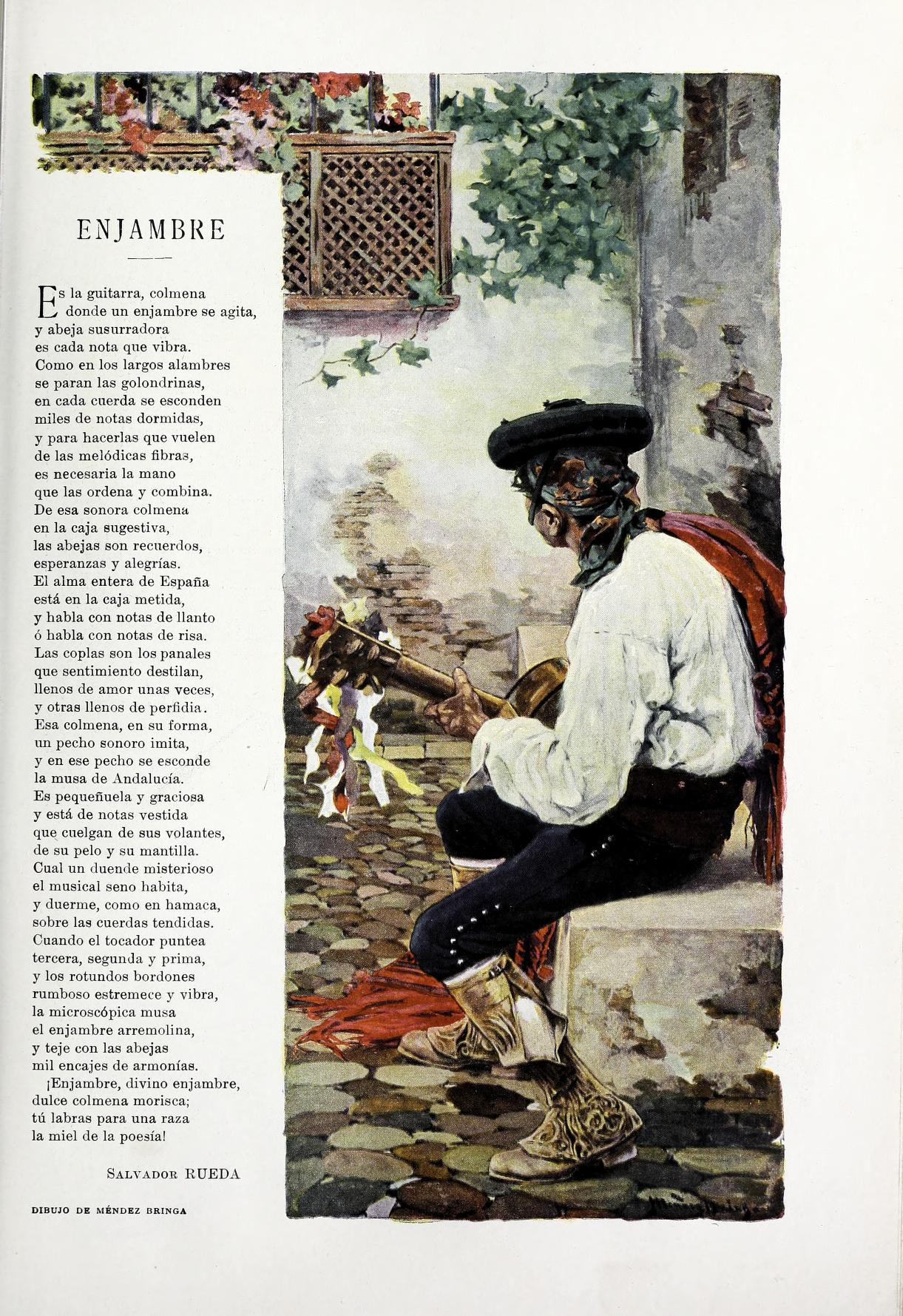
«Enjambre», poesía de Salvador Rueda publicada en Blanco y Negro (22 de junio de 1901) ilustrada por Narciso Méndez Bringa.

Escritor muy fecundo, es autor de novelas (La cópula, una novela erótica deudora de Felipe Trigo) y relatos costumbristas de ambiente andaluz como El patio andaluz (1886), El cielo alegre (1887), El gusano de luz (1889), La reja (1890), idilios poéticos y obras teatrales (las piezas: La Musa, La Guitarra, Vasos del rocío, Los ojos y La cigarrera). Su obra poética se inició en 1880 con Renglones cortos 1883 y siguió con Noventa estrofas, prologado por Núñez de Arce, y con Cuadros de Andalucía, del mismo año. Clarín, Darío y Unamuno prologaron, respectivamente, tres de sus libros principales: Cantos de la vendimia (1891), En tropel (1892) y Fuente de salud (1906).

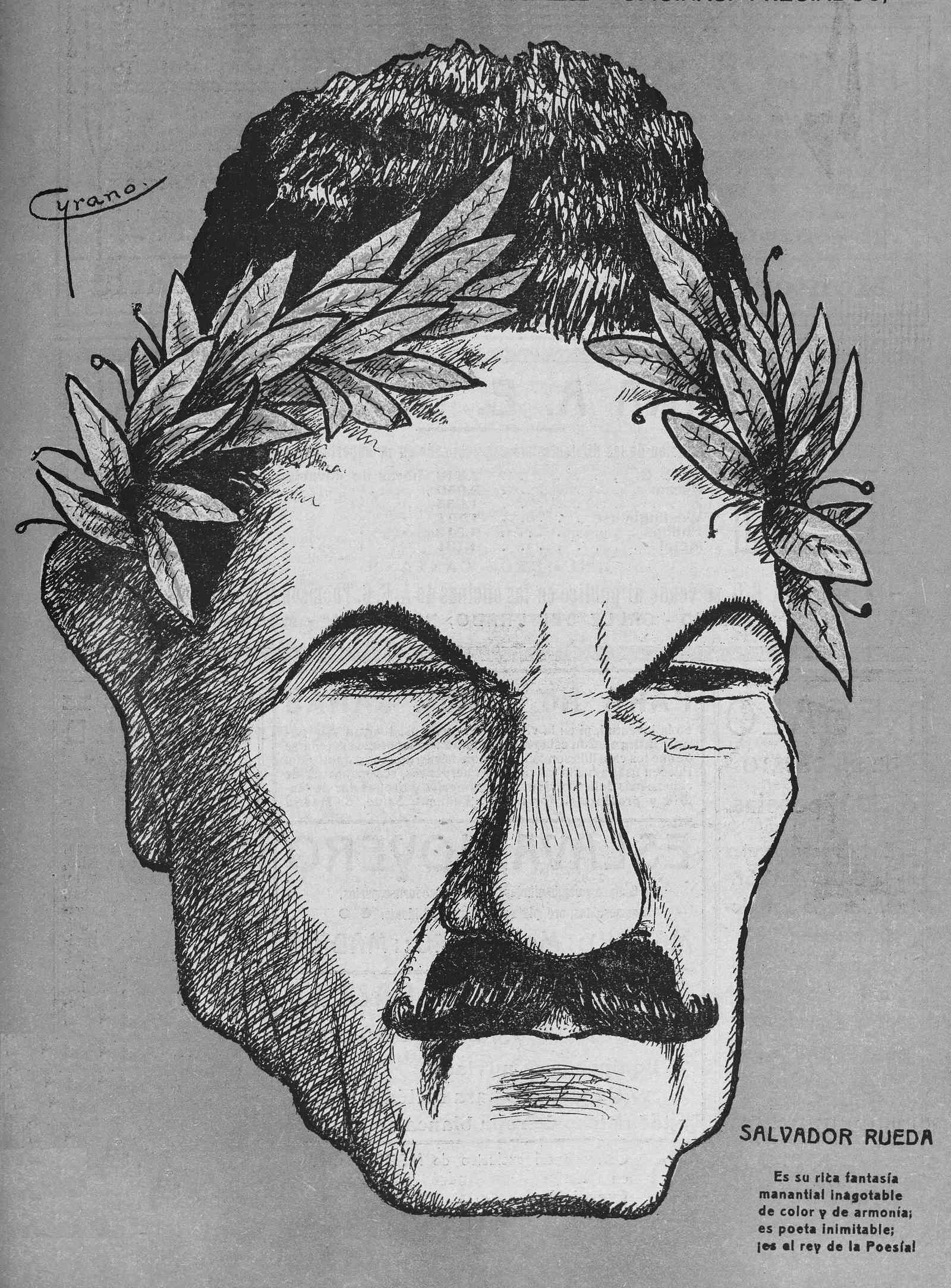
Caricaturizado por Cyrano en Madrid Cómico (1910).

El realismo de Ramón de Campoamor se dejó sentir en algunas de sus obras poéticas: en 1888 publica Sinfonía del año, a la que le siguen El secreto (1891), Fornos (1894), El bloque (1896) e Himno a la carne (1890), una serie de sonetos en el que aparece un erotismo espiritualista que escandalizó a Juan Valera. Sus libros poéticos de madurez son Piedras preciosas (1900), Fuente de salud (1906), Trompetas de órgano (1903) y Lenguas de fuego (1908). En 1928 aparece Antología poética y en 1957 su obra póstuma Claves y símbolos.
Salvador Rueda creó junto a Manuel Reina, de Córdoba, una estética literaria de tipo parnasiano denominada colorismo que le hizo predecesor español del modernismo hispanoamericano y ejerció algún influjo renovador sobre poetas más jóvenes, como Francisco Villaespesa o Juan Ramón Jiménez . Posteriormente, Rueda asumió la estética modernista llevada a España por Rubén Darío. En sus composiciones buscó la armonía, basada en la melodía y el ritmo. Así, su obra se convirtió en un repertorio variado de formas y combinaciones estróficas renovadoras; introdujo novedades métricas que luego utilizarían casi todos los vates modernistas (la modificación del soneto, la profusa utilización del dodecasílabo, las variedades del hexámetro clásico...).
Son  principales características de su poesía: la intensidad pictórica de su colorido y la nota de musicalidad, conseguida por medio de nuevos ritmos y originales combinaciones de inusitadas estrofas. Los temas de su inspiración son muy variados, pero entre ellos destacan los que se refieren al mundo de la naturaleza y la meridional geografía andaluza, que el poeta describe con brillantez.